# Mẫn Bá Xuân
Mẫn Bá Xuân (ur. 24 października 1977) – wietnamski zapaśnik w stylu wolnym i klasycznym.
Złoty medalista igrzysk Azji Południowo-Wschodniej w 1997, 2003, 2005, 2007 i 2009 i brązowy mistrzostw Azji Południowo-Wschodniej w 1997 roku. Drugi i trzeci w Pucharze Azji i Oceanii w 1998. Siódmy na igrzyskach azjatyckich w 1998 i dziesiąty w 2002. Piąty na mistrzostwach Azji w 2003 i dziewiąty w 2004. Zajął szóstą pozycję w MŚ wojskowych w 2010 w obu stylach.